# Parteipolitik

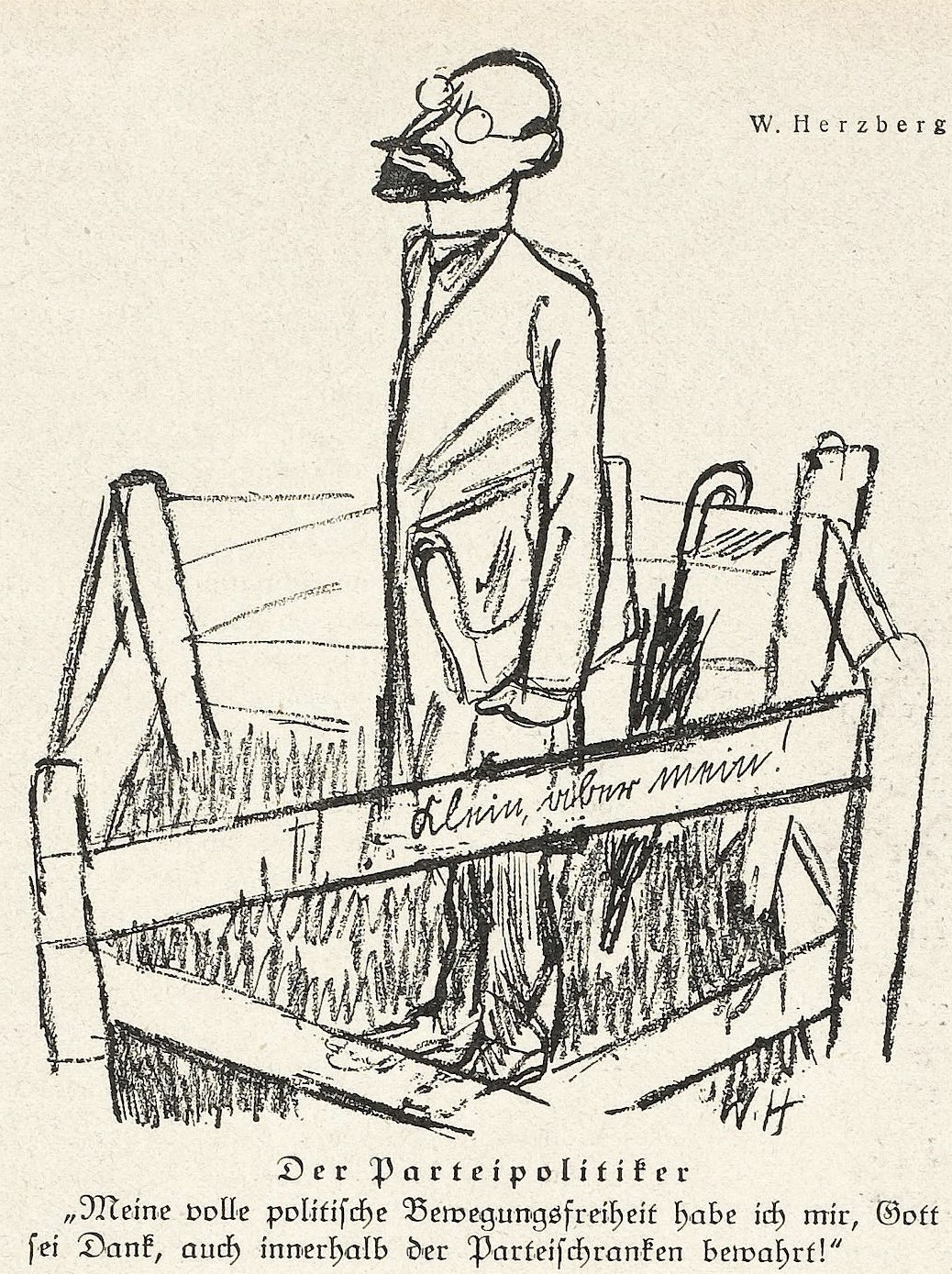
Der Parteipolitiker, Karikatur von Walter Herzberg (1929)

Der Begriff Parteipolitik bezeichnet politische Vorgänge und Aussagen, bei denen weniger der Vorgang oder die politische Entscheidung selbst im Vordergrund stehen, sondern die öffentliche Aufmerksamkeit oder die machtpolitische Wirkung, die für die politische Partei generiert wird.
Typische Beispiele parteipolitisch  motivierter Vorgänge sind
1. Personalentscheidungen einer Regierung, bei denen nicht die Kompetenz des Betroffenen, sondern sein „Parteibuch“ den Ausschlag gibt.
2. Wechselnde Standpunkte der politischen Opposition zu Initiativen einer Regierung, die einerseits z. B. als zu teuer kritisiert, andererseits als im Ausmaß unzureichend bezeichnet werden.